# Pellegrino Morano
Pour les articles homonymes, voir Morano.
Pellegrino Morano (né en 1877 à Prata di Principato Ultra en Italie - mort à une date inconnue en Sicile) est le chef des gangs camorristes à Brooklyn à New-York. Il opère avec son gang de Coney Island et est considéré comme le "Grand Master" (grand maître) du crime organisé de 1907 à 1917.

## Contexte
La Camorra a une présence dans les communautés italiennes à travers tous les États-Unis depuis le milieu du XIXe siècle et est considéré comme le principal rival de la mafia sicilienne pour le contrôle du crime organisé. La Camorra dirige le quartier de Brooklyn jusqu'au début du XXe siècle. Cependant, à la Nouvelle-Orléans, la Camorra affronte la mafia sicilienne jusqu'à l'absorption l'une de l'autre après la Seconde Guerre mondiale.

## Carrière
Morano devient le parrain de la Camorra de Brooklyn après l'expulsion pour meurtre d'Enrico Alfano en 1907. Son quartier général est basé dans un restaurant italien de Coney Island. Il y rencontre souvent ses subordonnés pour diner et il est connu pour son dédain vis-à-vis des Siciliens. Il a pour habitude de dire "Longue vie et prospérité aux Napolitains, mort et destruction à tous les Siciliens !".
En 1914, les Morano et les Morello entrent en guerre dans le quartier de Harlem Est pour le contrôle du racket des quartiers italiens de New York, notamment sur la loterie clandestine, l'extorsion et sur le contrôle des voies d'approvisionnements de la nourriture. Pellegrino Morano et son lieutenant, Alessandro Vollero, le leader du gang du Navy Street planifie l'élimination de leurs rivaux siciliens à New York pour prendre ainsi le contrôle complet du crime organisé. La plupart des leaders camorristes des États-Unis l'ont plusieurs fois rencontré lors d'un conseil de guerre et il est décidé que les autres groupes camorristes soutiennent la faction new-yorkaise contre les Siciliens.
La Camorra de Brooklyn tente d'envahir le territoire de la famille Morello, le groupe mafieux le plus important à New York, qui est basé à Harlem Est et Manhattan. En 1914, les hostilités augmentent et la guerre débute. La guerre entre les Napolitains et les Siciliens fait rage depuis deux ans lorsque Morano décide de frapper la tête de commandement des Siciliens.

## L'assassinat du café de Navy Street
Les Napolitains approchent les Siciliens avec l'idée de trouver un accord entre les deux groupes criminels. Le 7 septembre 1916, le parrain de la famille Morello, Nicholas Morello et son garde du corps, Charles Ubriaco se présentent au Café Navy St. à Brooklyn pour un rendez-vous avec Morano. Lorsque Morello et Unbriaco atteignent le seuil du café, cinq hommes font feu sur eux. Les chefs camorristes sont persuadés qu'ils n'auront aucun problème avec de possibles témoins. Mais Morano et Vollero sont arrêtés les jours suivants. Un des tueurs ne voulant pas être condamné à mort, devient témoin pour le gouvernement et accuse les commanditaires.
Au lieu d'éliminer la mafia, les camorristes perdent leur chef et Morano est inculpé pour son implication dans l'assassinat des chefs siciliens et est condamné à la prison à vie en 1917. Durant la lecture de la sentence, il ne montre aucun signe de nervosité ou de peur. Après la lecture, les chefs mafieux sortent et une foule en liesse entoure Morano, repousse les policiers et les gardes, embrasse ses mains et s'agenouille devant lui. Morano est finalement déporté vers l'Italie en 1919.

## Conséquences
La guerre Camorra/Mafia à New-York prend fin après que Pellegrino Morano soit condamné et envoyé en prison. En 1920, le pouvoir a définitivement basculé vers la mafia sicilienne. Les Napolitains restants de New-York s'intègrent avec les différents groupes de la mafia sicilienne. C'est le début de la création des Cinq Familles.